# Glencoe (Kentucky)
Glencoe és una població dels Estats Units a l'estat de Kentucky. Segons el cens del 2000 tenia 251 habitants.

## Demografia
Segons el cens del 2000, Glencoe tenia 251 habitants, 99 habitatges, i 70 famílies. La densitat de població era de 346,1 habitants/km².
Dels 99 habitatges en un 36,4% hi vivien nens de menys de 18 anys, en un 51,5% hi vivien parelles casades, en un 13,1% dones solteres, i en un 28,3% no eren unitats familiars. En el 24,2% dels habitatges hi vivien persones soles el 9,1% de les quals corresponia a persones de 65 anys o més que vivien soles. El nombre mitjà de persones vivint en cada habitatge era de 2,54 i el nombre mitjà de persones que vivien en cada família era de 3,03.
Per edats la població es repartia de la següent manera: un 25,9% tenia menys de 18 anys, un 8,8% entre 18 i 24, un 30,3% entre 25 i 44, un 18,3% de 45 a 60 i un 16,7% 65 anys o més.
L'edat mediana era de 36 anys. Per cada 100 dones de 18 o més anys hi havia 100 homes.
La renda mediana per habitatge era de 38.750 $ i la renda mediana per família de 49.375 $. Els homes tenien una renda mediana de 36.563 $ mentre que les dones 21.875 $. La renda per capita de la població era de 16.053 $. Entorn del 7,9% de les famílies i el 7,5% de la població estaven per davall del llindar de pobresa.

## Poblacions més properes
El següent diagrama mostra les poblacions més properes.